# Wargame: Red Dragon
Wargame: Red Dragon är ett realtidsstrategispel utvecklat Eugen Systems och publicerat av Focus Home Interactive, släpptes 17 april 2014. Spelet är en efterföljare till Wargame: AirLand Battle från 2013.

## Spelet
Spelet utspelar sig i en fiktionell värld med realistiska inslag från kalla kriget under tidsperioden 1975-1991. Spelbara nationer som ingår i spelet är bland annat länder inom NATO och Warzawapakten, som USA, Sovjetunionen, Tyskland och Kina. Även länder inom Skandinavien finns med i spelet, vilka är Sverige, Danmark och Norge. Varje spelare ska med hjälp av infanteri, stridsvagnar, flygvapnet och flottan antingen förgöra motståndaren. Den som inte har några enheter kvar att erövra en "deployment zone" förlorar. Andra sätt att förlora på inkluderar att ta slut på sina enheter och ha färre poäng än motståndaren vid slutet av striden. 
| Mottagande      | Mottagande    |
| Samlingsbetyg   | Samlingsbetyg |
| Tjänst          | Betyg         |
| --------------- | ------------- |
| Gamerankings    | (PC) 70.12%   |
| Metacritic      | (PC) 78/100   |
| Recensionsbetyg |               |
| Publikation     | Betyg         |
| IGN             | (PC) 7.6/10   |